# Oleria ghislandii
Oleria ghislandii är en fjärilsart som beskrevs av Jose Francisco Zikán 1941. Oleria ghislandii ingår i släktet Oleria och familjen praktfjärilar. Inga underarter finns listade i Catalogue of Life.